# Coração Quebrado
Coração Quebrado é o décimo-primeiro álbum de estúdio da dupla brasileira Chitãozinho & Xororó, lançado em 1986, pela gravadora Copacabana.

## Faixas
| N.º | Título                        | Compositor(es)                             | Duração |  |
| 1.  | "Coração Quebrado"            | Xororó / Joel Marques                      | 3:33    |  |
| 2.  | "O Dinheiro Compra Tudo"      | Luiz de Castro / Benedito Seviero          | 2:43    |  |
| 3.  | "Caro Amigo" (part. Marciano) | Chitãozinho / César Augusto                | 3:43    |  |
| 4.  | "Amigo do Peito (Coração)"    | Xororó / José Homero                       | 3:07    |  |
| 5.  | "Depois de Mim"               | Xororó / Joel Marques                      | 3:52    |  |
| 6.  | "Amigo Amante"                | Chitãozinho / César Augusto                | 3:26    |  |
| 7.  | "Não Desligue o Rádio"        | Chitãozinho / Joel Marques                 | 3:58    |  |
| 8.  | "Terra Tombada"               | José Fortuna / Carlos César                | 3:41    |  |
| 9.  | "Sob Medida"                  | Xororó / Joel Marques                      | 2:51    |  |
| 10. | "Queixas"                     | César Augusto / Martinha                   | 3:16    |  |
| 11. | "Enchente de Paixão"          | Manoelito Nunes / João A. Barbosa / Duduca | 3:14    |  |
| 12. | "Se Deus Me Ouvisse"          | Almir Rogério                              | 3:20    |  |